# Сусінос-дель-Парамо
Сусінос-дель-Парамо (ісп. Susinos del Páramo) — муніципалітет в Іспанії, у складі автономної спільноти Кастилія-і-Леон, у провінції Бургос. Населення — 123 особи (2010).
Муніципалітет розташований на відстані близько 230 км на північ від Мадрида, 23 км на північний захід від Бургоса.

## Демографія
Динаміка населення (INE ):